# Hafnia Hodierna
Hafnia Hodierna, Eller Udførlig Beskrivelse om den Kongelige Residentz- og Hoved-Stad Kiøbenhavn. er et kobberstukkent arkitekturværk om København udgivet af arkitekten Lauritz de Thurah 1748. Værket, et kvartbind med 110 tavler, er en vigtig kilde til hovedstadens udseende i midten af 1700-tallet.
Alle prospekterne i værket er udført af den dygtige tegner Johan Jacob Bruun, mens opstalter og grundplaner er udført af andre, herunder Thurah selv.
Forlaget Rosenkilde & Bagger udgav værket som faksimile 1967 ved Svend Cedergreen Bech.

## Ekstern henvisning
- Digitale Sammlungen SLUB Dresden
- Digital Lbrary HathiTrust